# Cimanes de la Vega
Cimanes de la Vega ist ein Ort und eine nordspanische Gemeinde mit 435 Einwohnern (Stand: 2024) in der Provinz León und der Region Kastilien-León. Neben dem Hauptort Cimanes de la Vega gehören die Ortschaften Bariones de la Vega und Lordemanos zur Gemeinde.

## Lage und Klima
Cimanes de la Vega liegt etwa 60 Kilometer südlich von León im Nordwesten der Iberischen Meseta in einer Höhe von ca. 720 m. Der Esla begrenzt die Gemeinde im Osten. 
Das Klima im Winter ist rau, im Sommer dagegen trocken und warm; der Regen (457 mm/Jahr) fällt überwiegend im Winterhalbjahr.

## Bevölkerungsentwicklung
| Jahr      | 1970 | 1981 | 1991 | 2001 | 2011 | 2021 |
| Einwohner | 935  | 834  | 764  | 636  | 544  | 441  |

Aufgrund der durch die Mechanisierung der Landwirtschaft und der Aufgabe von bäuerlichen Kleinbetrieben ausgelösten Landflucht ist die Bevölkerung des Dorfes seit der Mitte des 19. Jahrhunderts kontinuierlich gewachsen.

## Sehenswürdigkeiten

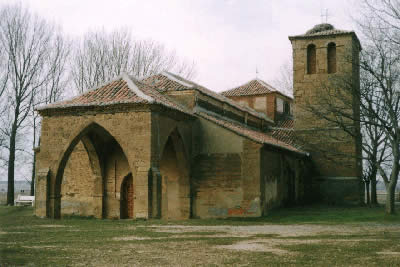
Kirche von Cimanes
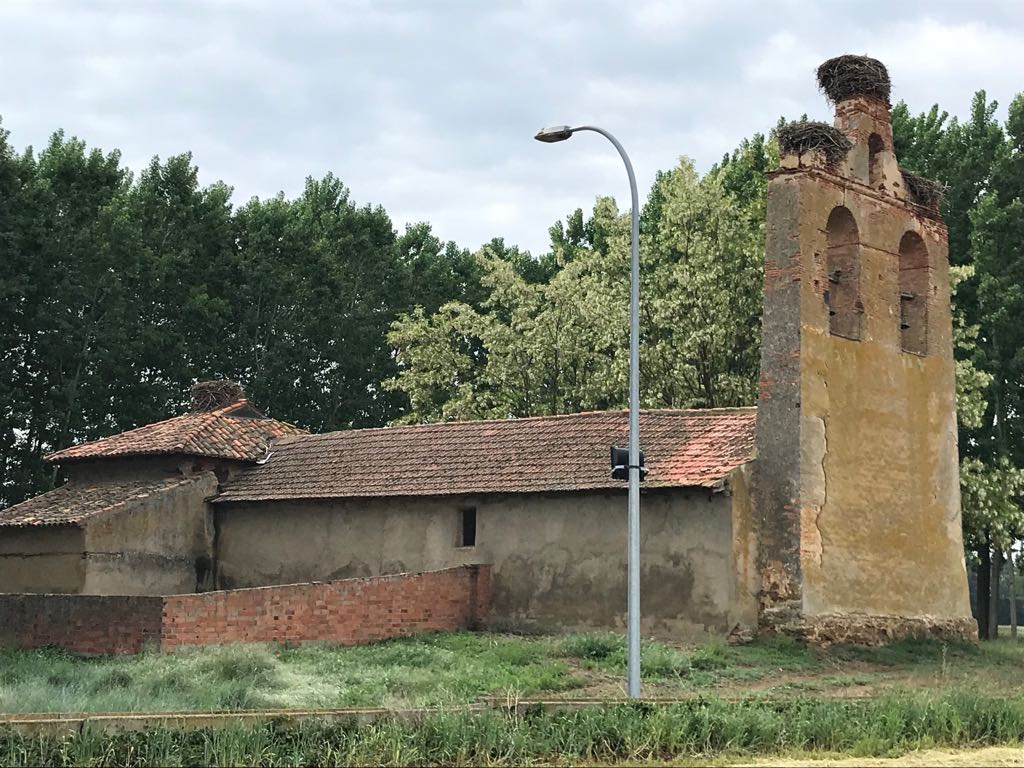
Kirche von Lordemanos

- Kirche von Cimanes
- Kirche von Lordemanos